# Moritz Ferdinand Gustav von Rockhausen
Moritz Ferdinand Gustav von Rockhausen (* 6. Januar 1792 in Wittgendorf; † 22. Januar 1859) war ein sächsischer Generalleutnant und Kommandant der Festung Königstein.

## Leben

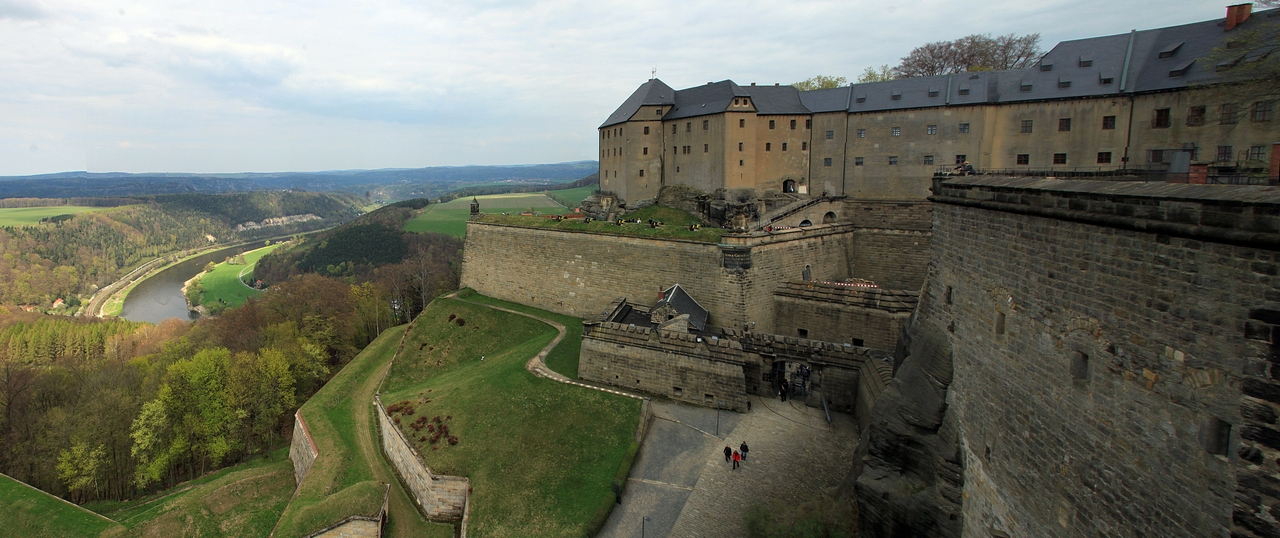
Blick auf die Festung Königstein, der von Rockhausen seit 1852 als Festungskommandant vorstand

Moritz wurde als zweitältester Sohn des kursächsischen Premierleutnants Christian Gottfried von Rockhausen (1752–1812), Herr auf Wittgendorf und Albersroda und der Johanna Christiana Wilhelmina von Wolframsdorf († 1808) geboren. Er war verheiratet mit Marianne Margaretha Freiin von Reitzenstein aus dem Hause Schönberg.

### Militärkarriere
Bereits 1806 nahm er als Corporal im „Sächs. Regiment Kurfürst Infanterie“ (Kurf. Sächs. Feld-Infanterie-Regiment „Kronprinz“ Nr. 104, bzw. 5. Kgl. Sächs. Infanterie-Regiment) an der Schlacht von Auerstädt teil und schrieb später darüber das Gedicht: „Vom schmauchenden Fähndrich“. Im Krieg wurde er 1809 zum Lieutenant befördert. Er geriet 1812 in Russland in Gefangenschaft. Später diente er als Premier-Lieutenant im Kgl. Sächs. Jäger-Bataillon. 1813 wurde er zum Ober-Lieutenant und 1823 zum Hauptmann befördert. Von 1832 bis 1840 war er Hauptmann beim „Zweiten Schützen-Bataillon“ in Leipzig. 1841 wurde er zum Major und Kommandanten des „Ersten Schützen-Bataillons“ befördert. Bei den Unruhen am 12. August 1845 auf dem Roßplatz vor dem „Hotel de Prusse“ in Leipzig ging das „Erste Schützen Bataillon“ unter Major von Rockhausen mit militärischer Gewalt und Gewehrfeuer gegen Aufständische vor. Er wird im gleichen Jahr in Leipzig zum Obrist-Lieutenant befördert. 1847 wird er zum Obersten und Kommandanten des Dritten Linien-Infanterie-Regiments „Prinz Georg“ befördert. Unter seinem Kommando standen im „Schleswig-Holsteinischen Krieg“, in der Schlacht bei Schleswig beim Angriff der Sächsischen Brigade am 13. April 1848 das Erste und Zweite Bataillon des Dritten Linien-Infanterie-Regiments „Prinz Georg“ sowie eine 12-pfündige Batterie. Nach der Niederschlagung 1849 der Maiaufstände in Dresden und Leipzig wurde im gleichen Jahr Oberst von Rockhausen, Kommandant der 3. Infanterie-Brigade, zum Generalmajor bei der Infanterie befördert. 1850 wurde er vom König von Sachsen zum Kommandanten der Stadt Leipzig ernannt und ihm 1850 das Komturkreuz II. Klasse des Albrechts-Ordens verliehen. Unter seinem Kommando stand ab 1. Juli 1850 die 1. Infanterie-Division der Avantgarde des Heeres, bestehend aus vier Bataillonen der 2. Infanterie-Brigade, dem 2. und 3. Schützenbataillon, dem 3. Reiterregiment, der 1. und 2. halbberittenen Batterie, einem Pionier-Detachement, einer Munitionskolonne und einer Ambulanz.
1851 wurde ihm die Funktion des Militärgouverneurs der Residenz Dresden übertragen. 1852 wurde er als Generalleutnant zum Kommandanten der Festung Königstein ernannt, und durfte damit den Titel „Exzellenz“ führen. Weiterhin wurde ihm das Komturkreuz II. Klasse des Albrechts-Ordens verliehen. Auf dem Höhepunkt seiner Karriere war er Mitglied des Großen Stabes des sächsischen Kriegsministeriums. 1853 erhielt er das Großkomturkreuz des Verdienstordens vom Heiligen Michael, das Kommandeurkreuz des ö.k. Leopold-Ordens und 1855 zum 50. Dienstjubiläum das Komturkreuz I. Klasse des Albrechts-Ordens verliehen.